# Під владою жінки (фільм)
«Під владою жінки» — комедійно-драматична стрічка, яка була висунута Норвегією на здобуття премії «Оскар» у категорії «Найкращий фільм іноземною мовою», але не потрапила в остаточний список.

## Сюжет
Молодий чоловік живе спокійним холостяцьким життям, поки в нього не увірвалася Маріанна, яка любить тишу, але при цьому багато розмовляє. Спочатку нерішучому чоловіку подобається нове життя, але ситуація погіршується. Маріанна переїжджає до нього. Незалежна та самостійна жінка починає втомлювати героя, але він не може позбутися влади над ним. Героїня не збирається нічого змінювати, а приймаючи кожне рішення чоловік покірно слідує за нею. Після подорожі до Парижа Маріанна кидає свого супутника. Для героя не настає полегшення, бо тепер він має вчитися жити без неї. Тепер жінка живе на острові з дослідником орланів Туром. Головний герой намагався достукатись до її совісті, але марно. В певний момент він починає жити самостійніше, навіть перефарбував комод Маріанни, з яким вона переїхала та який його дратував. Неочікувано жінка повертається до головного героя з дитиною від Тура. Він викидає комод у вікно, Маріанна ловить його та з гордістю йде. Чоловік їде з француженкою, з якою познайомився в подорожі.

## У ролях
| Актор                 | Роль     |
| --------------------- | -------- |
| Тронд Фауса Аурвог    | Він      |
| Маріан Состад Оттесен | Маріанна |
| Петер Стормаре        | Гленн    |
| Генрік Местад         | Тур      |
| Луіз Моно             | Мірлінда |
| Інгар Хельге Гімле    | Галфред  |

## Створення фільму

### Виробництво
Зйомки фільму проходили в Осло, Норвегія та Франції.

### Знімальна група
- Кінорежисер — Петтер Несс
- Сценаристи — Йохан Богаеус, Петтер Несс
- Кінопродюсер — Олав Еен
- Композитор — Аслак Гартберг
- Кінооператор — Маріус Йохансен Хансен
- Кіномонтаж — Інге-Лізе Лангфельдт
- Художник з костюмів — Карен Фабрітіус Грам
- Підбір акторів — Метте Голме Нільсен[3].

## Сприйняття

### Критика
Фільм отримав переважно схвальні відгуки. На сайті Rotten Tomatoes оцінка стрічки становить 62 % на основі 1 843 відгуків від глядачів (середня оцінка 3,4/5). Фільму зарахований «попкорн» від глядачів, Internet Movie Database — 6,6/10 (1 902 голосів).

### Номінації та нагороди
| Нагороди та номінації фільму «Під владою жінки» | Нагороди та номінації фільму «Під владою жінки» | Нагороди та номінації фільму «Під владою жінки» | Нагороди та номінації фільму «Під владою жінки» | Нагороди та номінації фільму «Під владою жінки» | Нагороди та номінації фільму «Під владою жінки» |
| Рік                                             | Кінофестиваль/кінопремія                        | Категорія/нагорода                              | Номінант                                        | Результат                                       |                                                 |
| ----------------------------------------------- | ----------------------------------------------- | ----------------------------------------------- | ----------------------------------------------- | ----------------------------------------------- | ----------------------------------------------- |
| 2005                                            | «Аманда»                                        | Найкращий фільм                                 | Олав Еен                                        | Номінація                                       |                                                 |
| 2005                                            | «Аманда»                                        | Найкраща акторка                                | Маріан Состад Оттесен                           | Номінація                                       |                                                 |
| 2005                                            | «Аманда»                                        | Найкращий сценарій                              | Йохан Богаеус, Петтер Несс                      | Номінація                                       |                                                 |
| 2005                                            | Кінопремія Голлівуду                            | Найкращий фільм                                 | Петтер Несс                                     | Перемога                                        |                                                 |
| 2005                                            | «Косморама»                                     | Найкраща акторка у головній ролі                | Маріан Состад Оттесен                           | Перемога                                        |                                                 |
| 2005                                            | «Косморама»                                     | Найкращий актор у головній ролі                 | Тронд Фауса                                     | Перемога                                        |                                                 |
| 2005                                            | «Косморама»                                     | Найкращий монтаж                                | Інге-Лізе Лангфельдт                            | Перемога                                        |                                                 |
| 2005                                            | Варшавський міжнародний кінофестиваль           | Варшавська нагорода                             | Петтер Несс                                     | Номінація                                       |                                                 |